# Сборная Венгрии по хоккею с шайбой
Сборная Венгрии по хоккею с шайбой — национальная команда, представляющая Венгрию на соревнованиях по хоккею с шайбой. В разное время выступала на чемпионатах Европы и мира по хоккею, а также на Олимпийских играх. На 2024 год команда занимает 18-е место в рейтинге ИИХФ. Высшее достижение сборной — 5-е место на чемпионате мира 1937 года. В 2008 году венгерской команде удалось отобраться на основной турнир чемпионата мира по хоккею с шайбой 2009, впервые с 1939 года, однако по итогам турнира сборная Венгрии опять вылетела в первый дивизион.

## История

### 1920-е
Первый официальный матч сборная Венгрии сыграла 27 января 1927 года на ЧЕ-1927 против сборной Австрии, уступив со счётом 0:6. Этот чемпионат Европы закончился для сборной Венгрии на 6-м (последнем) месте, команда проиграла все 5 матчей. На первой для себя Олимпиаде в 1928 году не прошла дальше группового этапа, проиграв все 3 матча командам Франции (0:2), Бельгии (2:3) и Великобритании (0:1).
Следующим турниром для сборной Венгрии стал ЧЕ-1929, который сборная завершила на том же, 6-м месте. В группе С предварительного раунда команда заняла 2-е (из 3 команд) место, пропустив вперёд сборную Италии и оставив позади сборную Бельгии, имея в активе ничью с Бельгией (1:1), и поражение от Италии (1:2 в овертайме). В утешительном раунде проиграла Австрии (0:3) и Швейцарии (0:1) и заняла 3-е (последнее) место.

### 1930-е
Первым чемпионатом мира для сборной Венгрии стал ЧМ-1930, на котором она заняла то же 6-е место. Первая победа сборной Венгрии в международных турнирах одержана 31 января 1930 года на этом же чемпионате (первый раунд) в первом же матче над Италией (2:0). На следующий день, во втором раунде Венгрия проиграла Германии (1:4), на этом чемпионат для Венгрии закончился. На ЧМ-1931 в первом раунде Венгрия проиграла Чехословакии со счётом 1:4 и вылетела в утешительный раунд, заняв там первое место, победив команды Великобритании (3:1), Франции (1:0) и Румынии (9:1), и заняла 7-е место.
ЧМ-1933 Венгрия завершила на 7-м месте. В группе В заняла 2-е место после Швейцарии, и оставив позади Латвию. Во 2-м раунде заняла 4-е (последнее) место. В матче за 7-е место сыграла с Польшей вничью (1:1), обеим сборным было присуждено 7-е место. В 1934 году — 6-е место. В 1-м раунде Венгрия, Чехословакия и Великобритания набрали одинаковое количество очков, но самая лучшая разница голов позволила Венгрии пройти во 2-й раунд, где она заняла 2-е место. Затем она попала в квалификационный раунд, но отказалась от участия в нём. В 1935 году сборная Венгрии заняла 11-е место, в 1-м раунде заняла 3-е место с одной победой над Нидерландами. Следующая Олимпиада для сборной Венгрии состоялась в 1936 году. В групповом этапе Венгрия победила Бельгию (11:1) и Францию (3:0) и проиграла Чехословакии (0:3) и заняла 2-е место. Во втором этапе заняла 4-е (последнее) место, после Великобритании, Канады и Германии.
Самое удачное выступление на чемпионатах мира у сборной Венгрии было в 1937 году, где она заняла 5-е место. В групповом этапе команда с 3-го места прошла дальше. Во 2-м раунде заняла последнее место и участвовала в турнире за 5—8-е места. Первый матч Венгрия выиграла у Франции со счётом 5:1. Второй матч играть не пришлось, так как Польша отказалась от участия в турнире после первого для себя матча, за что и была дисквалифицирована. В последнем матче команда сыграла вничью с Чехословакией. У этих двух команд было одинаковое количество очков, но у Венгрии показатель разницы заброшенных и пропущенных шайб был лучше, что и позволило им занять 5-е место.
ЧМ-1938 сборная Венгрии завершила на 7-м месте. В групповом этапе Венгрия заняла 3-е место (опередив Литву и Румынию, и пропустив вперёд Швейцарию и Польшу) и прошла дальше. Во 2-м раунде Венгрия проиграла Германии (1:0) и сыграла вничью с Канадой (1:1) и заняла 3-е (последнее) место.
Последний, перед 20-летним перерывом (сначала из-за Второй мировой войны, а затем из-за нежелания участвовать), чемпионат 1939 года завершился для сборной на 7-м месте. В подгруппе D Венгрия заняла 2-е место и прошла дальше, где заняла последнее место в группе. В утешительном турнире заняла последнее место (Великобритания отказалась от участия и заняла 8-е место, оставив в этом раунде 3 команды).

### После перерыва
С чемпионата мира 1959 года для сборной Венгрии начался длинный (до 2008 года) путь в низших дивизионах. В 1959 году проиграла Румынии (2:7) и обыграла Австрию (3:2) и заняла 2-е место в дивизионе B. Чемпионаты 1961 и 1962 годов Венгрия пропустила. В группе С в 1963 году уступила только Австрии. На пока что последних для себя Олимпийских играх сборная Венгрии провела всего одну игру, против сборной СССР, которая на данный момент является самым крупным поражением сборной (1:19). В группе В в 1964 заняла 8-е (последнее) место.

### 2000-е: путь к элите
До 2009 года сборная Венгрии не поднималась в топ-дивизион. Чемпионат мира 2007 закончился для сборной Венгрии на втором месте, ей не хватило всего 4 очков. На турнире 2008 Венгрии удалось победить и пройти на турнир высшего дивизиона, победив во всех 5 матчах.
В Чемпионате мира 2009 года Венгрия попала в группу А с командами Канады, Словакии и Белоруссии. В первой игре Венгрия была близка к тому, чтобы выиграть, но проиграла сборной Словакии (3:4), вторую игру против Канады Венгрия проиграла с треском (0:9). Заключительная игра прошла со сборной Белоруссии (1:3). Венгрия не набрала ни одного очка и заняла 4-е место в группе. Дальше она прошла в утешительный раунд, в котором играли все те, кто занял 4-е место в своей группе. В этой группе играли Венгрия, Германия, Австрия и Дания. Одна путёвка была отдана Германии (так как она принимала следующий ЧМ). Вторая путёвка была отдана лучшей команде (не считая Германии), которой оказалась Дания. Венгрия снова проиграла все 3 игры (Австрии 0:6, Дании 1:5 и Германии 1:2).
Начиная с ЧМ-2010 Венгрия выступала только в первом дивизионе. На турнире 2012 года Венгрия заняла 3-е место (до 2-го места не хватило 4 очков). В следующем году снова 3-е место. На этот раз Венгрию от путёвки в топ-дивизион отделила победа сборной Казахстана над Италией. В 2014 году Венгрия смогла одолеть только Республику Корея, которая вылетела в группу В, и Японию (по буллитам), помешав ей выйти в топ-дивизион.
В 2015 году Венгрия всё-таки вырвала заветную путёвку на чемпионат мира в Москве, одолев в решающем поединке Польшу со счётом 2:1. Венграм удалось одержать историческую победу над сборной Белоруссии, она стала первой для команды на чемпионатах мира в высшей группе за 77 лет. Но и в этот раз закрепиться в элите венграм не удалось: в заключительном матче венгерская сборная проиграла немцам 2:4, а белорусы выиграли у французов 3:0, в результате чего сборная Венгрии заняла 15-е место, опередив только сборную Казахстана, и вылетела в первый дивизион.
Венгры вернулись в топ-дивизион и поехали на чемпионат мира впервые с 2016 года после завоевания серебра в чемпионате первого дивизиона 2022 года. В составе сборной есть несколько опытных игроков: Герго Надь и Даниэль Когер примут участие в третьем для себя чемпионате мира. Главный тренер прошлого сезона Шон Симпсон покинул свой пост, и его заменил Кевин Константайн, который последние три сезона проработал в Венгрии. Но на самом чемпионате мира венграм не удалось закрепиться — несмотря на историческую победу над французами по буллитам (3:2), сборная потерпела поражения во всех остальных играх и снова вылетела в первый дивизион.. В следующем году под руководством канадца Дона Макадама она вновь вернулась в элиту, заняв первое место в группе «А» Первого дивизиона чемпионата мира в Италии.

## Сборная Венгрии начемпионатах мираиЕвропыпо хоккею с шайбой

### Чемпионаты Европы
- 1910—1926 — Не участвовала
- 1927 — 6 место
- 1929 — 6 место
- 1932 — Не участвовала

### Чемпионаты Мира
| - 1930 — 6 место - 1931 — 7 место - 1933 — 7 место - 1934 — 6 место - 1935 — 11 место - 1937 — 5 место - 1938 — 7 место - 1939 — 7 место - 1947—1958 — Не участвовала - 1959 — 14 место (2 в дивизионе В) - 1961—1962 — Не участвовала - 1963 — 17 место (2 в дивизионе C) - 1964 — 16 место (8 в дивизионе В) - 1965 — 12 место (4 в дивизионе В) - 1966 — 15 место (7 в дивизионе В) - 1967 — 16 место (8 в дивизионе В) - 1969 — 17 место (3 в дивизионе C) - 1970 — 18 место (4 в дивизионе C) - 1971 — 17 место (3 в дивизионе C) - 1972 — 18 место (5 в дивизионе C) - 1973 — 17 место (3 в дивизионе C) | - 1974 — 18 место (4 в дивизионе C) - 1975 — 18 место (4 в дивизионе C) - 1976 — 18 место (2 в дивизионе C) - 1977 — 14 место (6 в дивизионе В) - 1978 — 13 место (5 в дивизионе В) - 1979 — 17 место (9 в дивизионе В) - 1981 — 19 место (3 в дивизионе C) - 1982 — 21 место (5 в дивизионе C) - 1983 — 18 место (2 в дивизионе C) - 1985 — 16 место (8 в дивизионе В) - 1986 — 22 место (6 в дивизионе C) - 1987 — 21 место (5 в дивизионе C) - 1989 — 20 место (4 в дивизионе C) - 1990 — 23 место (7 в дивизионе C) - 1991 — 22 место (6 в дивизионе C) - 1992 — 24 место (4 в дивизионе C) - 1993 — 25 место (5 в дивизионе C) - 1994 — 26 место (6 в дивизионе C) - 1995 — 26 место (6 в дивизионе C) - 1996 — 24 место (4 в дивизионе C) - 1997 — 26 место (6 в дивизионе C) | - 1998 — 25 место (1 в дивизионе C) - 1999 — 24 место (8 в дивизионе В) - 2000 — 25 место (1 в дивизионе C) - 2001 — 23 место (4 в 1 дивизионе, группа A) - 2002 — 20 место (2 в 1 дивизионе, группа B) - 2003 — 21 место (3 в 1 дивизионе, группа A) - 2004 — 24 место (4 в 1 дивизионе, группа A) - 2005 — 21 место (3 в 1 дивизионе, группа A) - 2006 — 23 место (4 в 1 дивизионе, группа A) - 2007 — 19 место (2 в 1 дивизионе, группа B) - 2008 — 18 место (1 в 1 дивизионе, группа B) - 2009 — 16 место - 2010 — 20 место (2 в 1 дивизионе, группа B) - 2011 — 19 место (2 в 1 дивизионе, группа A) - 2012 — 19 место (3 в 1 дивизионе, группа A) - 2013 — 19 место (3 в 1 дивизионе, группа A) - 2014 — 21 место (5 в 1 дивизионе, группа A) - 2015 — 18 место (2 в 1 дивизионе, группа A) - 2016 — 15 место - 2017 — 21 место (5 в 1 дивизионе, группа A) - 2018 — 20 место (4 в 1 дивизионе, группа A) | - 2019 — 21 место (5 в 1 дивизионе, группа A) - 2020 — отменен из-за пандемии коронавируса - 2021 — отменен из-за пандемии коронавируса - 2022 — 18 место (2-й в 1 дивизионе, группа A, повышение) - 2023 — 15 место - 2024 — 17 место (1-й в 1 дивизионе, группа A, повышение) - 2025 — 14 место |

## Сборная Венгрии по хоккею с шайбой наОлимпийских играх
- 1920—1924 — Не участвовала
- 1928 — 11 место
- 1932 — Не участвовала
- 1936 — 8 место
- 1948—1960 — Не участвовала
- 1964 — 16 место
- 1968—2022 — Не квалифицировалась

## Текущий состав
Состав сборной Венгрии на Чемпионате мира 2025:
| Номер | Имя               | Позиция    | Рост, см | Вес, кг | Дата рождения | Клуб              |
| ----- | ----------------- | ---------- | -------- | ------- | ------------- | ----------------- |
| 1     | Бенце Балиж       | Вратарь    | 193      | 95      | 30.05.1990    | Спарта            |
| 5     | Доман Сзонгот     | Нападающий | 184      | 83      | 08.06.2008    | КооКоо            |
| 7     | Андраш Михалик    | Нападающий | 184      | 88      | 04.05.2003    | ДЕАК              |
| 8     | Бенс Сабо         | Защитник   | 184      | 89      | 02.02.1998    | МАК Будапешт      |
| 10    | Ференц Ласкави    | Нападающий | 190      | 85      | 17.02. 2006   | Уйпешт            |
| 11    | Габор Торняи      | Защитник   | 186      | 96      | 06.10.1998    | Уйпешт            |
| 13    | Кристиан Надь     | Нападающий | 180      | 87      | 28.07.1994    | МАК Будапешт      |
| 16    | Янош Хари (А)     | Нападающий | 175      | 77      | 03.05.1992    | Фехервар АВ19     |
| 21    | Криштоф Папп      | Нападающий | 179      | 80      | 27.06.2001    | Айова Хартлендерс |
| 22    | Вилмош Галло      | Нападающий | 182      | 86      | 31.07.1996    | КооКоо            |
| 23    | Зетени Хабодаш    | Защитник   | 187      | 85      | 02.03.2003    | Айова Хартлендерс |
| 24    | Криштоф Немет     | Нападающий | 184      | 79      | 13.05.2002    | Фехервар АВ19     |
| 27    | Хенрик Нильссон   | Защитник   | 190      | 86      | 05.05.1991    | Кальмар           |
| 30    | Адам Вай          | Вратарь    | 196      | 103     | 22.03.1994    | Попрад            |
| 33    | Милан Хорват      | Защитник   | 186      | 93      | 02.02.2001    | МАК Будапешт      |
| 34    | Иштван Тербоч (А) | Нападающий | 183      | 92      | 28.06.1996    | Фехервар АВ19     |
| 35    | Доминик Хорват    | Вратарь    | 186      | 91      | 8.01.2001     | Фехервар АВ19     |
| 36    | Чанад Эрдели (К)  | Нападающий | 188      | 86      | 05.04.1996    | Фехервар АВ19     |
| 55    | Тамаш Ортенски    | Защитник   | 187      | 91      | 05.01.2002    | Винтертур         |
| 61    | Петер Винце       | Нападающий | 180      | 85      | 16.02.1995    | ХК Георгиу        |
| 68    | Бенце Хорват      | Нападающий | 182      | 85      | 22.02. 2004   | Юкурит            |
| 70    | Гарат Зсомбор     | Защитник   | 185      | 90      | 27.07.1997    | Ноттингем Пантерс |
| 82    | Шимон Сатмари     | Защитник   | 178      | 81      | 04.10.1995    | Егешмедвек        |
| 87    | Гергё Амбрус      | Нападающий | 176      | 65      | 06.12. 2001   | Фехервар АВ19     |
| 93    | Акос Михай        | Нападающий | 182      | 76      | 25.09.1999    | Фехервар АВ19     |

| Должность         | Имя             | Гражданство | Дата рождения |
| ----------------- | --------------- | ----------- | ------------- |
| Главный тренер    | Гергей Майорошш | Венгрия     | 19.05.1979    |
| Ассистент тренера | Балаж Барталис  | Венгрия     | 25.05.1994    |
| Ассистент тренера | Дэвид Кисс      | Венгрия     | 03.03.1990    |
| Ассистент тренера | Золтан Силасси  | Венгрия     | 31.01.1975    |
| Ассистент тренера | Виктор Токайи   | Венгрия     | 11.01.1977    |
| Тренер вратарей   | Самули Нордман  | Финляндия   | 21.11.1990    |

## Закреплённые номера
- 19: Очкай, Габор (1975—2009)